# Filly (Burkina Faso)
Pour les articles homonymes, voir Filly.
Filly est une localité située dans le département de Oula de la province du Yatenga dans la région Nord au Burkina Faso.

## Géographie
Filly se trouve à 9 km au sud-ouest de Oula, le chef-lieu du département, et à environ 23 km au sud-est du centre de Ouahigouya. Le village est traversé par la route nationale 2 reliant le centre au nord du pays et se situe à 7 km à l'ouest de Ziga.

## Économie
Depuis 2007, une ferme a été implantée dans le village de Filly.  L'activité bocagère est la principale occupation de la Ferme. Cette activité bocagère consiste essentiellement en l’aménagement des périmètres bocagers, des jardins pluviaux, des boullis ou étang d’eau, et des routes rurales arborées. La Ferme pilote de Filly est la propriété de l’association inter-villages WEMANEGRÉ que l’ONG TERRE VERTE appuie techniquement, matériellement et financièrement ,.

## Santé et éducation
Filly dispose d'un centre de soins qui est le centre de santé et de promotion sociale (CSPS) de filly tandis que le centre hospitalier régional (CHR) se trouve à Ouahigouya.